# Chicken head maker
chicken head maker（チキンヘッドメーカー）は、2008年に東京都にて結成された日本のロックバンド。
デジタルサウンドを意識した蛍光緑色のツナギを着用し、真面目にふざける4人組。
パンクサウンドとデジタルサウンドの兼ね合いを軸とし、スカ、レゲエ、ファンク、サンバ、ボサノバと多彩な要素を取り入れている。
なにが飛び出るかわからないおもちゃ箱のようなその楽曲群の事を自身では「TOKYO TOYPOP PUNK BAND」と表することもある。
バンド名は英語のスラングで「おバカな奴ら」の意味である。

## 概要
前進バンドFRS(Freestyle Rock Stars)のリーダーfumitomoが、現メンバーを呼び掛け結成した。
当初はSampler&Key担当含む5人組であったが、楽器の役割を振り分け、現在は4人編成。

## メンバー
- kyo-ichi/ ボーカル/ 東京都出身
- fumitomo/ ボーカル・ギター・キーボード/ 北海道出身
- tombo/ ベース・コーラス/ 茨城県出身
- kawaikun/ ドラムス・コーラス・サンプリングパッド/ 静岡県出身

## 来歴

### 2008年
韓国ツアーを行う。GUMX、KICK SCOTCHらと共演。

### 2009年
1stシングル『COME BACK TO ME』をリリース。九州ツアーを行う。「HOW MUCH? NO STORY」が村松英治監督映画『東京うんこ』の主題歌に抜擢。

### 2010年
1stミニアルバム『1st STORY Zoooooooo』をリリース。リリースパーティにはKiNGONS、atamazらが出演。1st STORY Zooツアーを行う。ツアーファイナルにはDALLAX、CHANGE UP、MARSAS SOUND MACHINEらが出演。『MORTAR RECORD STORE 9th Anniversary』にてOVER ARM THROW、GOOFY'S HOLIDAYらと共演。英字新聞『Japan Times』掲載。

### 2011年
1stフルアルバム『チキンクエスト』をリリース。リリースパーティは初ワンマン下北沢REGでチケットソールドアウト。チキンクエストツアーを行う。『Hoppin'&Steppin'SHOW CASE 2011』にてDALLAX、SNAIL RAMP、SiMらと共演。「PIG MONSTER NO STORY」のPVが音楽番組『音エモン』『Music B.B』にて放映。Yahoo!ニュース音楽情報サイト『BARKS』掲載。ファッションブランド『DIESEL:U:MUSIC』掲載。

### 2012年
チキンクエストツアーファイナルにはTHE GELUGUGU、STEP BY STEPらが出演し(約250人動員)大盛況に終わる。気仙沼サンマフェスティバル2012にて細美武士(the HIATUS)、佐々木亮介(a flood of circle)らと共演。

### 2013年
DALLAX 15th Anniversary『DALLAX VS KEMURI』にて前座を務める。『KITAZAWA TYPHOON 2013』にてB-DASH、NICOTINE、SNAIL RAMPらと共演。『Hoppin'&Steppin'SHOW CASE 2013』にてDALLAX、POT SHOT、THE GELUGUGU、SNAIL RAMPらと共演。『EXTREME NOISE CASINO!!! vol.2』にてGARLIC BOYSらと共演。CRAZY HiTMANとSPLASHと共に企画イベント『Home Party』を4度開催し、DOACOCKらが出演。

## ミュージックビデオ
| 監督 | 曲名            |
| 不明 | 「PIG MONSTER」 |